# Ca l'Andreu (Riells del Fai)
Ca l'Andreu és una masia del poble de Riells del Fai, en el terme municipal de Bigues i Riells, al Vallès Oriental. Està situada a prop del poble, al nord-est, entre Riells del Fai i Vallderrós. És a l'esquerra del torrent de Llòbrega, 